# Dornier Do 228
Dornier Do 228 – niemiecki dwusilnikowy turbośmigłowy samolot pasażerski i transportowy typu STOL z lat 80. XX wieku, opracowany przez firmę Dornier.

## Rozwój
Samolot powstał jako następca samolotu Dornier Do 28 z nowym rodzajem skrzydła. Został opracowany w wariancie 15 i 19-osobowym (Do 228-100 i Do 228-200), prototyp oblatano w 1981 roku. W 1983 licencje zakupiło Hindustan Aeronautics Limited i produkowało samoloty na rynek azjatycki. Łącznie wyprodukowano około 270 sztuk samolotu. Następcą konstrukcji był samolot Dornier Do 328.
Samolot jest wykorzystywany do zadań patrolowych oraz poszukiwawczo-ratowniczych. Indie planowały, w ramach modernizacji, dostosować posiadane samoloty do przenoszenia przeciwokrętowych pocisków rakietowych.

## Konstrukcja
Dwusilnikowy wolnonośny górnopłat o konstrukcji całkowicie metalowej. Usterzenie klasyczne, podwozie trójpodporowe chowane w locie.